# Le Dirigeable volé
Pour plus de détails, voir Fiche technique et Distribution.
Le Dirigeable volé (Ukradená vzducholod) est un film italo-tchèque réalisé par Karel Zeman, sorti en 1967. Ce film est très librement inspiré du roman de Jules Verne, Deux Ans de vacances (1888).

## Synopsis
Cinq garçons s'envolent à bord d'un dirigeable et finissent par s'échouer sur une île déserte. La police, les services secrets de l'armée et la presse partent à leur recherche par la mer et dans les airs. Les cinq enfants trouvent refuge dans le repaire du capitaine Némo, qui occupe l'île avec eux, et seront confrontés au débarquement de pirates.

## Commentaire
Cette œuvre mélange prises de vues réelles et décors inspirés des gravures illustrant les romans de Jules Verne.

## Fiche technique
- Titre : Le Dirigeable volé
- Titre original : Ukradená vzducholod
- Réalisation : Karel Zeman
- Scénario : Radovan Krátky et Karel Zeman, d'après le roman Deux ans de vacances, de Jules Verne
- Production : Vaclav Dores, Dana Dubova, Jindrich Dvorak et Zdenek Stibor
- Musique : Jan Novák
- Photographie : Josef Novotný et Bohuslav Pikhart
- Montage : Jan Chaloupek
- Décors : Karel Zeman
- Costumes : Jan Kropácek
- Pays d'origine :  Italie,  Tchécoslovaquie
- Format : Couleurs - 1,85:1 - Mono - 35 mm
- Genres : Aventure, fantastique
- Durée : 90 minutes
- Dates de sortie : 29 septembre 1967 (Allemagne), 29 septembre 2004 (ressortie France)

## Distribution
- Hanus Bor : Tomás Dufek
- Jan Cizek : Martin
- Jan Malát : Pavel
- Michal Pospisil : Jakoubek Kurka
- Josef Stráník : Petr
- Rudolf Deyl : monsieur Tenfield
- Jitka Zelenohorská : Katka
- Karel Effa : l'espion noir Gustav
- Cestmír Randa : le professeur Findejs

## Distinctions
- « Prix Art & essai - Jeune public » lors du « Festival pour éveiller les regards » d'Aubervilliers en 2002.